# Lera Abova
Lera Abova, pseudonimo di Valeria Smirnova (in russo Валерия Смирнова?; Slavgorod, 4 novembre 1992), è una modella e attrice russa con cittadinanza tedesca.

## Biografia
Valeria Smirnova è nata a Slavgorod, un villaggio nel territorio dell'Altaj, in Siberia, da lei stessa descritto come «talmente piccolo da non apparire sulla mappa». Nel 2005, all'età di 13 anni, si trasferisce in Germania e trascorre l'adolescenza a Berlino, nonostante gli iniziali problemi ad ambientarsi dovuti alla barriera linguistico-culturale e al carattere introverso.
Lasciati gli studi prima di diplomarsi, nel 2016 viene notata da David Sims che la avvia alla carriera di fotomodella, portandola a venire scritturata da vari altri fotografi di moda tra cui Colin Dodgson e Mariano Vivanco, oltre agli stilisti di Vogue in diversi Paesi del mondo. Nei primi due anni di carriera ha preso parte a campagne pubblicitarie e lavorato sotto agenzie quali Select Model Management, Oui Management e Fabbrica Milano Management.
Nel 2017 Luc Besson la scrittura nel suo primo ruolo da attrice, affidandole la parte di Maude nel thriller di spionaggio Anna, distribuito nel 2019 e con protagonista Saša Luss; esperienza a seguito della quale, nel 2022, le viene offerto un ruolo all'interno del cast principale della serie televisiva musicale Pitch Perfect: Bumper in Berlin, spin-off dell'omonimo film, e della miniserie Good Side of a Bad Man. Nel 2024 viene annunciato il suo ingresso nel cast dell'adattamento live action Netflix del manga di Eiichirō Oda One Piece nei panni di Nico Robin.
Nel 2025 Lera Abova è co-protagonista del film d'azione Exterritorial - Oltre il confine e si unisce al cast di Honey Don't!.

## Filmografia

### Cinema
- Anna, regia di Luc Besson (2019)
- Exterritorial - Oltre il confine (Exterritoril), regia di Christian Zübert (2025)
- Honey Don't!, regia di Ethan Coen (2025)

### Televisione
- Pitch Perfect: Bumper in Berlin – serie TV, 6 episodi (2022)
- Good Side of a Bad Man – miniserie TV (2023)
- One Piece – serie TV (2026)

## Doppiatrici italiane
Nelle versioni in italiano delle opere in cui ha recitato, Lera Abova è stata doppiata da:
- Elena Perino in Anna, Exterritorial